# ウィリアム・ブルース (第8代キンカーディン伯爵)
第8代キンカーディン伯爵ウィリアム・ブルース（英語: William Bruce, 8th Earl of Kincardine、1720年以前 – 1740年9月8日）は、グレートブリテン王国の貴族。

## 生涯
第7代キンカーディン伯爵トマス・ブルースとレイチェル・ポンスフォート（Rachel Pauncefort）の息子として生まれた。
1726年2月14日、ジェーン・ロバートン（Jane Roberton、1772年3月29日没、ジェームズ・ロバートンの娘）と結婚、下記の子女を儲けた。
- チャールズ（1732年 – 1771年） - 第9代キンカーディン伯爵、第5代エルギン伯爵
- トマス（英語版）（1738年 – 1797年） - 陸軍軍人、庶民院議員
- クリスチャン（Christian、1810年5月28日没） - 1762年4月28日、ジェームズ・アースキンと結婚

1740年3月23日に父が死去すると、キンカーディン伯爵の爵位を継承したが、自身も半年後の9月8日に死去した。長男チャールズが爵位を継承した。